# Suimanga de gorja porpra
El suimanga de gorja porpra (Leptocoma sperata) és un ocell de la família dels nectarínids (Nectariniidae).

## Hàbitat i distribució
Habita boscos, manglars, terres de conreu i vegetació secundària de les terres baixes de les Illes Filipines de Luzon, illes Babuyan i Camiguin, cap al sud fins Palawan i Mindanao, Basilan i l'Arxipèlag de Sulu.

## Taxonomia
Alguns autors han considerat la població de Mindanao i l'Arxipèlag de Sulu, una espècie diferent:
- Leptocoma juliae (Tweeddale, 1877) - suimanga de Mindanao.[3]